# 희평 (후한)
희평(熹平)은 중국 후한(後漢) 영제(靈帝)의 두 번째 연호이다. 172년 5월에서 178년 3월까지 7년 11개월 동안 사용하였다.

## 개원
건녕(建寧) 5년 5월 16일(172년 6월 24일)에 연호를 희평(熹平)으로 개원함.

## 연대대조표
| 희평                | 원년       | 2년        | 3년        | 4년        | 5년        | 6년        | 7년        |
| 서력                | 172년      | 173년      | 174년      | 175년      | 176년      | 177년      | 178년      |
| 육십간지 (六十干支) | 임자(壬子) | 계축(癸丑) | 갑인(甲寅) | 을묘(乙卯) | 병진(丙辰) | 정사(丁巳) | 무오(戊午) |

## 같이 보기
- 중국의 연호